# Patti Cake$
Patti Cake$ er en amerikansk spillefilm fra 2017 skrevet og instrueret af Geremy Jasper. Filmen havde premiere ved Sundance Film Festival i kategorien for dramafilm. Filmen er distribueret af Fox Searchlight Pictures.

## Handling
Patricia Dombrowski aka. Patti Cake$ aka. Killa P. er klar til at indtage hiphopscenen og blive en superstjerne på højde med sit store idol O-Z. Men stjernekarrieren kan til tider synes temmelig langt væk, når man er en overvægtig, hvid bartender, fanget i et nedslidt North Jersey-hjem med en stak ubetalte regninger, en rullestolskørende bedstemor og en bitter, fordrukken mor som selskab.

## Medvirkende
- Danielle Macdonald som Patti
- Bridget Everett som Barb
- Siddharth Dhananjay som Jheri[6]
- Mamoudou Athie som Basterd
- Cathy Moriarty som Nana
- McCaul Lombardi som Danny
- Nick Sandow som Ray
- Patrick Brana som Slaz

## Modtagelse
Patti Cake$ modtog overvejende positive anmeldelser. På Rotten Tomatoes har filmen en score på 83% ud af 132 anmeldelser med en gennemsnitlig vurdering på 6,6/10, hvor bl.a. hovedrolleindehaveren Danielle MacDonalds indsats roses. Danielle MacDonald fik ligeledes positiv kritik af New York Magazine og USA Today.